# Stadsstyrelse i Sverige
Stadsstyrelse var i Sverige förr ett organ som inom städer under landsrätt utövade magistratens administrativa och kommunala åligganden. Dess organisation och uppgifter angavs i ett reglemente, som var fastställt av Kungl. Maj:t. 
I sådan stad, som erhållit stadsrättigheter före 1921, bestod stadsstyrelsen regelmässigt av en ordförande, för fyra år i sänder förordnad av länsstyrelsen, samt två ledamöter, vilka (jämte samma antal suppleanter) för likaledes fyra år valdes av stadsfullmäktige. Enligt lag av den 18 juni 1920 skulle i stad, som efter ingången av 1921 kom i åtnjutande av stadsrättigheter, stadsstyrelsen bestå av en kommunalborgmästare, tillsatt av Kungl. Maj:t bland tre behöriga personer, som föreslagits av stadens vid stadsfullmäktigeval röstberättigade invånare, samt minst två kommunalrådmän, utsedda av stadsfullmäktige.